# Kalvisios Tauros
Kalvisios Tauros – medioplatoński filozof z I w. n.e. Najprawdopodobniej uczeń Plutarcha (był od niego kilka lat młodszy), a nauczyciel Herodesa Attikosa i Gelliusza. Krytykował epikureizm i stoicyzm.
Był autorem dzieł o różnicach między filozofią Platona i Arystotelesa i krytykował próby ich łączenia. Napisał komentarz do Platońskiego Gorgiasza oraz traktat O rzeczach cielesnych i niecielesnych.